# Cladiella ceylonica
Cladiella ceylonica är en korallart som först beskrevs av Pratt 1905.  Cladiella ceylonica ingår i släktet Cladiella och familjen läderkoraller. Inga underarter finns listade i Catalogue of Life.